# روبرتو ميرلين
روبرتو ميرلين (بالإسبانية: Roberto Merlin)‏ هو فيزيائي أرجنتيني، ولد في 12 أغسطس 1950 في بوينس آيرس في الأرجنتين.